# Trachycephalus jordani
Espèce
Synonymes
- Tetraprion jordani Stejneger & Test, 1891

Statut de conservation UICN

 LC  : Préoccupation mineure
Trachycephalus jordani est une espèce d'amphibiens de la famille des Hylidae.

## Répartition
Cette espèce se rencontre du niveau de la mer jusqu'à 1 000 m d'altitude, près du Pacifique, en Équateur, dans le département de Nariño en Colombie et dans les régions de Tumbes et Piura au Pérou,.

## Étymologie
Cette espèce est nommée en l'honneur de David Starr Jordan.

## Publication originale
- Stejneger & Test, 1891 : Description of a new genus and species of tailless batrachian from Tropical America. Proceedings of the United States National Museum, vol. 14, p. 167-168 (texte intégral).